# Slézovec
Slézovec (Lavatera) je rod rostlin z čeledi slézovité. Zahrnuje asi 10 druhů, rostoucích zejména ve Středomoří. Slézovce jsou přímé byliny až keře s dlanitě laločnatými jednoduchými listy a růžovými, purpurovými či žlutými květy. Často jsou chlupaté. V České republice roste slézovec durynský. Některé další druhy jsou pěstovány jako okrasné rostliny. Celá řada druhů rodu Lavatera byla přeřazena do rodu Malva (sléz).

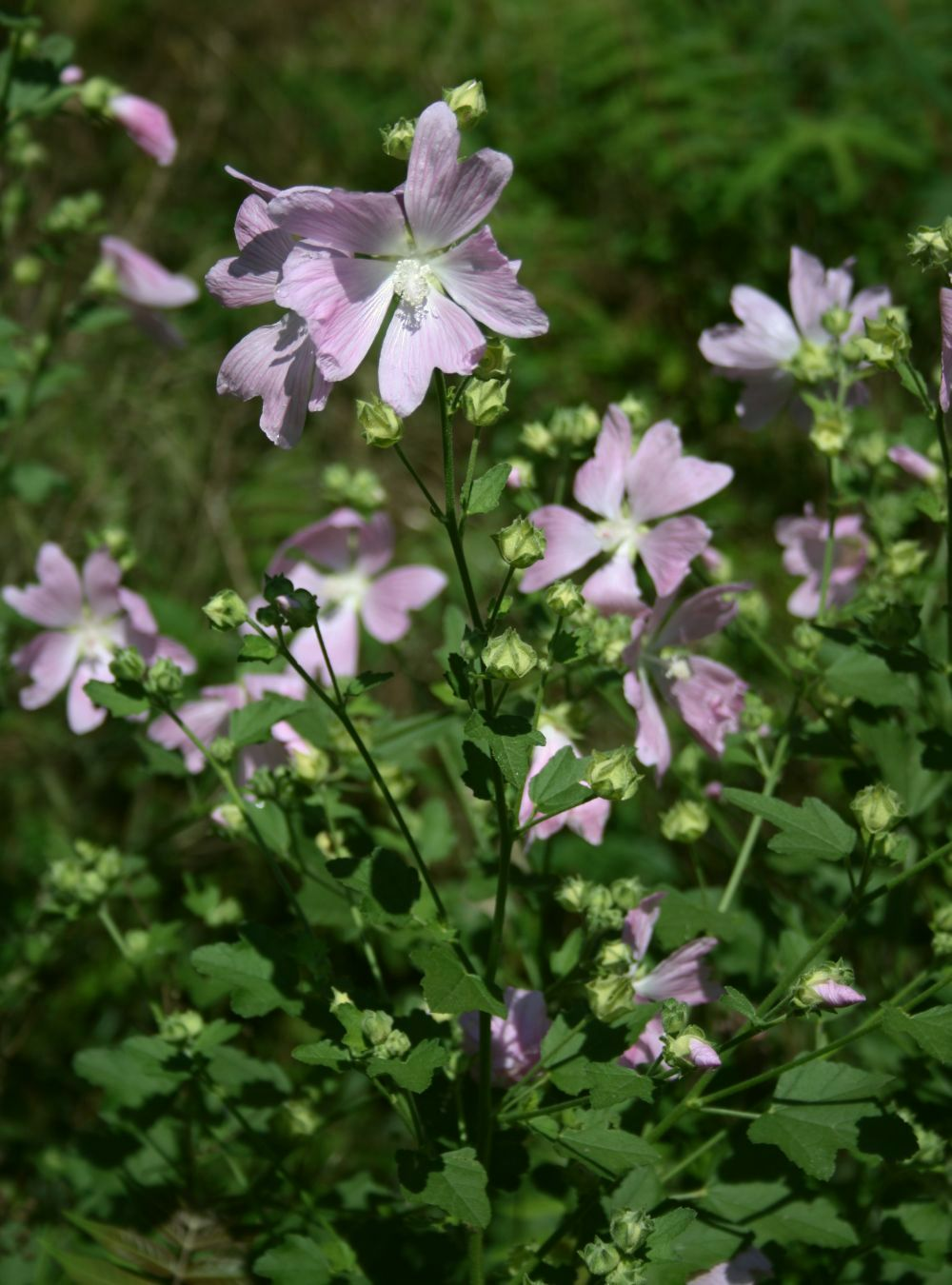
Slézovec durynský

## Popis
Slézovce jsou jednoleté až vytrvalé byliny s přímou a na bázi často dřevnatějící lodyhou, nebo i keře. Rostliny jsou často pokryté hvězdovitými chlupy. Listy jsou střídavé, řapíkaté, dlanitě laločnaté a s dlanitou žilnatinou. Palisty jsou vytrvalé. Květy jsou jednotlivé nebo po několika v paždí listů, na vrcholu lodyhy přecházejí do hroznovitého květenství. Kalich se skládá z 5 lístků které jsou asi do poloviny srostlé. Kalíšek je tvořen 3 do poloviny srostlými lístky. Koruna je růžová či purpurová, výjimečně žlutá, někdy i bílá. Korunní lístky se k bázi klínovitě zužují. Prašníky jsou nahloučeny na vrcholu trubičky ze srostlých tyčinek. Semeník obsahuje 7 až 25 komůrek a nese čnělku s počtem ramen odpovídajícím počtu komůrek. V každé komůrce semeníku je jediné vajíčko. blizny jsou nitkovité, sbíhavé. Plody jsou poltivé, rozpadající se na 7 až 25 jednosemenných ledvinovitých dílů. Semena jsou ledvinovitá, lysá.

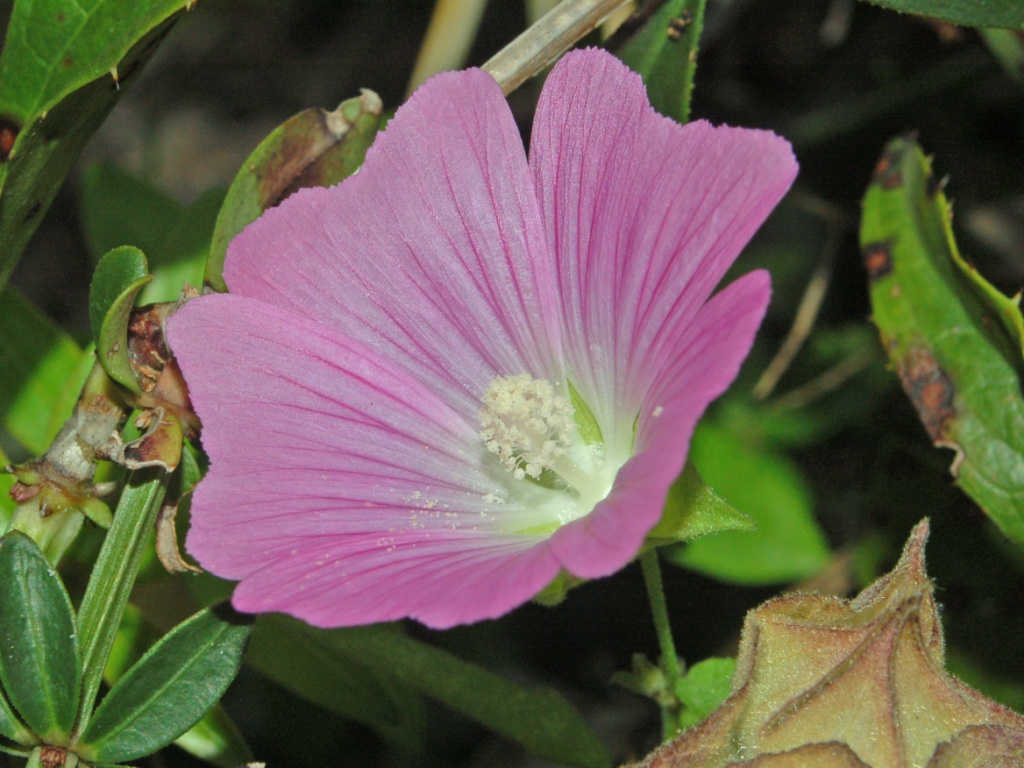
Květ slézovce L. punctata
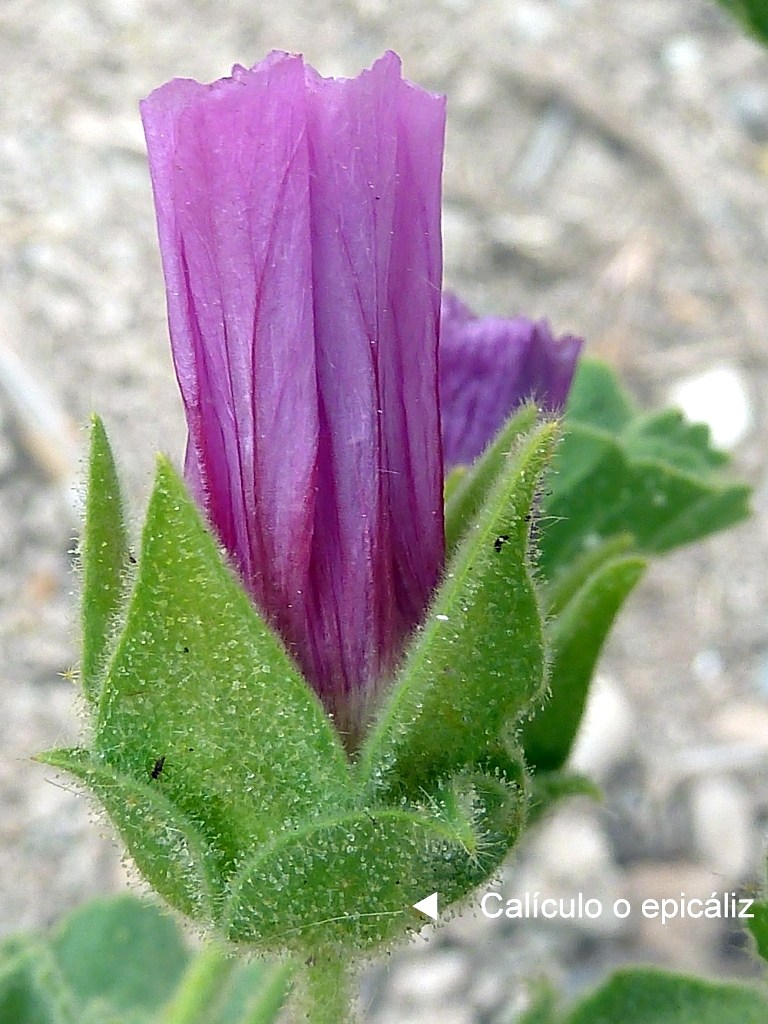
Detail kalichu a kalíšku slézovce L. triloba
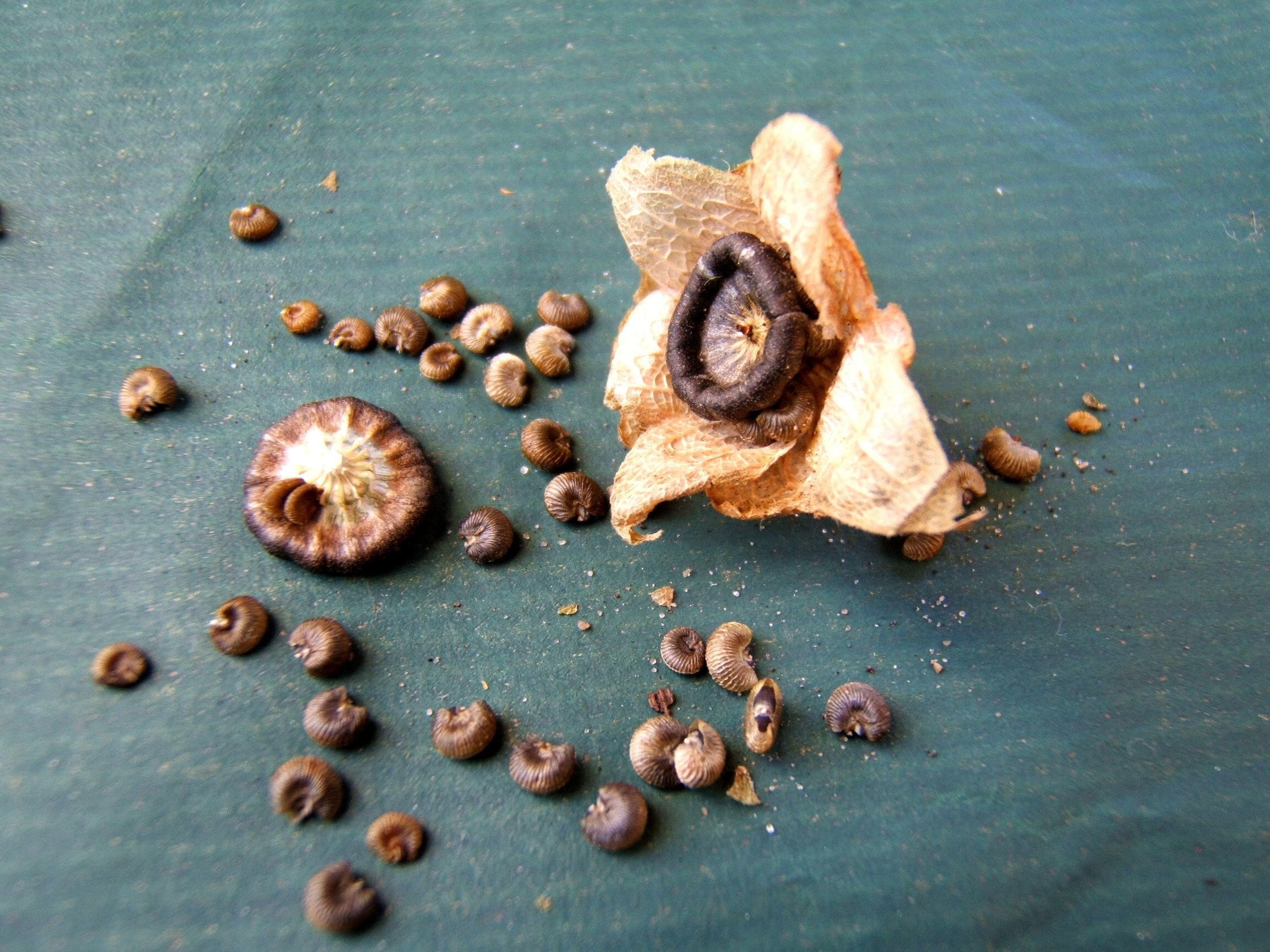
Plody slézovce tříměsíčního

## Rozšíření
Rod slézovec zahrnuje (v současném pojetí) 10 nebo 11 druhů. Je rozšířen zejména ve Středomoří. Druhy udávané ze Severní Ameriky, Austrálie či Etiopie byly vesměs přeřazeny do rodu sléz (Malva). Mimo Středomoří (včetně Kanárských ostrovů) se vyskytují pouze 2 druhy. Slézovec durynský zasahuje až do Střední Asie, slézovec kašmírský je rozšířen od Tádžikistánu po Nepál a východočínskou oblast Sin-ťiang.
V České republice je původní pouze slézovec durynský, který je rozšířen v teplejších oblastech Čech a Moravy. Přechodně zplaňuje i pěstovaný slézovec tříměsíční. Z celé Evropy je uváděno 7 druhů slézovců. Největší areál rozšíření má v Evropě slézovec durynský. Ve Středomoří je též rozšířen slézovec tříměsíční a dále druhy Lavatera punctata, L. olbia, v západní polovině i L. triloba. Ve východním Středomoří se vyskytuje L. bryoniifolia. Druh L. oblongifolia je endemit oblasti Alpujarras a přilehlých hor v jihovýchodním Španělsku.
Slézovec Lavatera phoenicea je endemit Kanárských ostrovů, Lavatera stenopetala je alžírský endemit.

## Taxonomie
Rod Lavatera je blízce příbuzný s rodem Malva, sléz. V minulosti byly oba rody rozlišovány zejména na základě srůstu lístků kalíšku. Fylogenetické studie ukázaly, že tento znak není opěrným bodem a že část druhů takto řazených do rodu Lavatera ve skutečnosti náleží do rodu Malva. V současnosti jsou oba rody morfologicky vymezeny na základě znaků na plodech. Do rodu Malva tak byly přeřazeny některé jihoevropské druhy podobně jako většina zástupců rostoucích mimo Středomoří a počet druhů rodu se z původních asi 25 snížil na 10.

## Zástupci
- slézovec durynský (Lavatera thuringiaca)
- slézovec kašmírský (Lavatera cachemiriana)
- slézovec tříměsíční (Lavatera trimestris)

## Význam
Slézovec tříměsíční je pěstován v různých kultivarech jako okrasná letnička. Ze stonků slézovce durynského lze získávat vlákna vhodná k výrobě provazů. Jako okrasná rostlina je pěstován i slézovec kašmírský.

## Přehled druhů
(podle současné taxonomie)
- Lavatera bryonifolia
- Lavatera cachemiriana
- Lavatera oblongifolia
- Lavatera olbia
- Lavatera phoenicea
- Lavatera punctata
- Lavatera stenopetala
- Lavatera thuringiaca
- Lavatera triloba
- Lavatera trimestris

- nepotvrzený taxon Lavatera valdesii